# Yunaspes modogensis
Yunaspes modogensis là một loài bọ cánh cứng trong họ Chrysomelidae. Loài này được Jiang miêu tả khoa học năm 1988.